# Welternährungsausschuss der Vereinten Nationen
Der Welternährungsausschuss der Vereinten Nationen (CFS) (en: Committee on World Food Security) ist ein 1974 gegründetes, in Rom ansässiges Nebenorgan der Vereinten Nationen dessen Ziel es ist, weltweit Hunger zu bekämpfen, die Ernährung zu sichern sowie das Menschenrecht auf Nahrung zu fördern.

## Auftrag und Umsetzung
Der Welternährungsausschuss wurde im Jahr 1974 als zwischenstaatliches Steuerungsgremium der Ernährungs- und Landwirtschaftsorganisation der Vereinten Nationen (FAO) gegründet und im Jahr 2009 als Ausschuss der interessierten Staaten und Organisationen neu mandatiert.
Der Ausschuss entwickelt Strategien und freiwillige Richtlinien zur Bekämpfung des Hungers und zur Sicherung der Versorgung der Bevölkerung mit Nahrungsmitteln. Hierbei arbeiten Regierungsvertreter, Vertreter von internationalen Organisationen sowie Akteure aus VN Organisationen, der Zivilgesellschaft, der Wissenschaft und des privaten Sektors zusammen.
Beispiele für Ergebnisse der Ausschussarbeit sind:
- Aktionsrahmen für Ernährungssicherheit und Ernährung in langwierigen Krisensituationen,
- Grundsätze für verantwortungsvolle Investitionen in die Landwirtschaft und die Ernährungssysteme,
- Freiwillige Richtlinien für die verantwortungsvolle Verwaltung von Land-, Fischerei- und Waldbesitz im Kontext der nationalen Ernährungssicherheit.

## Organisation
Der Welternährungsausschuss besteht aus Staaten als Mitglieder, Vertreter von VN Organisationen, der Zivilgesellschaft, aus Forschung und Wissenschaft, von internationalen Finanzinstitutionen sowie Vertretern privatwirtschaftlicher Vereinigungen und Stiftungen als Teilnehmer und Beobachtern, die aus besonderem Anlass eingeladen werden.
Er berichtet der Generalversammlung der Vereinten Nationen durch den Wirtschafts- und Sozialrat (ECOSOC) und die FAO-Konferenz.
Eine Plenartagung findet jährlich im Oktober in Rom statt. Hierbei handelt es sich um das zentrale Entscheidungsgremium der Organisation. Das aus einem Vorsitzenden und zwölf Vertretern aus den Mitgliedstaaten gebildete Büro des CFS sorgt zwischen den Plenartagungen für die Kontinuität der Ausschussarbeit. Eine Beratergruppe unterstützt das Büro bei seiner Arbeit.

## Finanzierung
Der Welternährungsausschuss und seine Einrichtungen werden von den VN-Organisationen Ernährungs- und Landwirtschaftsorganisation der Vereinten Nationen (FAO), Welternährungsprogramm (WFP) und Internationaler Fonds für landwirtschaftliche Entwicklung (IFAD) finanziell getragen. Ferner sorgen zusätzliche freiwillige Beiträge der Mitgliedstaaten für die Herstellung der Arbeitsfähigkeit.